# Zarząd Kontroli Ruchu Granicznego MSW
Zarząd Kontroli Ruchu Granicznego MSW – jednostka organizacyjna Ministerstwa Spraw Wewnętrznych Polskiej Rzeczypospolitej Ludowej funkcjonująca w latach 1965–1972 w pionie Służby Bezpieczeństwa. Bazą do utworzenia komórki był pion kontroli ruchu granicznego Wojsk Ochrony Pogranicza, do którego przyłączono struktury Biura Rejestracji Cudzoziemców MSW.

## Historia zarządu
24 czerwca 1965 r. Prezes Rady Ministrów wydał zarządzenie nr 41, na mocy którego Wojska Wewnętrzne (funkcjonujące w ramach MSW) zostały przeniesione do Ministerstwa Obrony Narodowej. Przy resorcie spraw wewnętrznych postanowiono jednak pozostawić nadzór nad Granicznymi Placówkami Kontrolnymi wykonywany dotychczas przez Oddział Kontroli Ruchu Granicznego (działający w strukturach Zarządu Zwiadu Dowództwa WOP). Sprawy te przejął 1 lipca 1965 r. Zarząd Kontroli Ruchu Granicznego MSW (formalnie utworzony zarządzeniem organizacyjnym nr 077 ministra z 5 lipca 1965 r.). W skład zarządu włączono także wydziały Biura Rejestracji Cudzoziemców MSW (funkcjonującego jako samodzielna komórka od 1960 r.).
Jednostkami terenowymi zarządu stały się od 1 listopada 1965 r. wydziały kontroli ruchu granicznego zorganizowane w pionie bezpieczeństwa komend wojewódzkich Milicji Obywatelskiej. Składały się one z grup operacyjnych oraz grup rejestracji cudzoziemców (funkcjonujących wcześniej jako samodzielne sekcje rejestracji cudzoziemców). Struktura pionu nie była jednolita dla wszystkich komend wojewódzkich i równorzędnych. Wydziałów nie utworzono w KW MO w Łodzi i Warszawie, natomiast w KW MO w Bydgoszczy, Kielcach i Poznaniu oraz w KM MO w Łodzi (czyli w tzw. województwach wewnętrznych) istniały samodzielne sekcje, które dopiero po kilku latach przekształcone zostały w wydziały (z wyjątkiem KW MO w Kielcach).
W 1968 r. struktura zarządu przedstawiała się następująco:
- Wydział I (informacyjno-ewidencyjny)
- Wydział II (kontrola ruchu granicznego)
- Wydział III (kontrola pobytów czasowych)
- Wydział IV (kontrola pobytów stałych)
- Wydział V (ogólny)

Na początku lat 70. nowe władze partyjno-państwowe postanowiły przywrócić jednolity system ochrony granic państwowych z połowy lat 60. Z tego względu decyzją nr 104 Prezydium Rządu z 30 lipca 1971 r. Wojska Ochrony Pogranicza ponownie podporządkowano resortowi spraw wewnętrznych. Zarząd Kontroli Ruchu Granicznego został rozwiązany 1 stycznia 1972 r. na podstawie zarządzenia organizacyjnego nr 0100 ministra z 18 grudnia 1971 r., natomiast zarządzeniem organizacyjnym nr 027 ministra z 30 marca 1972 r. zlikwidowano jego struktury w KW MO (z dniem 1 kwietnia 1972 r.). Zadania zarządu w zakresie kontroli ruchu granicznego przejął WOP (a także częściowo Departament III MSW oraz Biuro Prewencji i Ruchu Drogowego KG MO), natomiast sprawy rejestracji cudzoziemców przeniesione zostały do właściwości Biura Paszportów i Dowodów Osobistych MSW (w latach 1975–1990 funkcjonującego pod nazwą Biuro Paszportów MSW).

## Kierownictwo
Dyrektor Zarządu Kontroli Ruchu Granicznego MSW:
- gen. bryg. Eugeniusz Dostojewski (1 sierpnia 1965 r. – 31 stycznia 1972 r.)